# Cotoneaster afghanicus
Cotoneaster afghanicus är en rosväxtart som beskrevs av Klotz. Cotoneaster afghanicus ingår i släktet oxbär, och familjen rosväxter. Inga underarter finns listade i Catalogue of Life.